# Attagenus suspiciosus
Attagenus suspiciosus is een keversoort uit de familie spektorren (Dermestidae). De wetenschappelijke naam van de soort werd in 1876 gepubliceerd door Semyon Martynovich Solsky.